# Martijn Spierenburg
Martinus Johannes Everardus Spierenburg (30 gennaio 1975) è un tastierista olandese, famoso per la sua militanza nei Within Temptation, in cui entrò nel 2001.
Precedentemente fu membro dei Voyage, insieme a Robert Westerholt e Jeroen van Veen.

## Discografia

### Con i Voyage
- 1996 – Embrace

### Con i Within Temptation
- 2004 – The Silent Force
- 2007 – The Heart of Everything
- 2011 – The Unforgiving
- 2013 – The Q-Music Sessions
- 2014 – Hydra

### Altre partecipazioni
- AA.VV. – Paradise of the Underground (1995) - con i The Circle
- Cinema Bizarre – Escape to the Stars (2007)
- Anette Olzon – Shine (2014)
- Billy the Kit feat. Brian – Can't Believe You're Gone (2016)